# 港町 (横浜市)
港町（みなとちょう）は、神奈川県横浜市中区の町名。現行行政地名は港町。「字丁目」として1丁目から6丁目までが設けられている。住居表示は未実施。面積は0.052km²。

## 地理
中区の北西部、関内地区の関外寄りに位置する。南東―北西方面の細長い町域を持ち、横浜公園に近い南東側が1丁目となる。南東端は横浜公園、海側に当たる北東側は、港町1〜4丁目が真砂町1〜4丁目、港町5・6丁目が尾上町5・6丁目に隣接する。南西側は首都高速神奈川1号横羽線の半地下区間（旧：派大岡川）を挟み、1丁目側から不老町・万代町・蓬莱町・羽衣町・末広町・伊勢佐木町・吉田町に接する。北西端は大岡川に突き当たり、対岸は花咲町および桜木町となる。町域に沿いJR根岸線が通り、1〜3丁目に関内駅が設けられている。3・4丁目境を国道16号（関内大通り）が貫く。1丁目の旧横浜市庁舎（本庁舎）は真砂町1丁目・尾上町1丁目にまたがって建っていたが、所在地表記は港町1丁目1番地であった。同様に、一部の建築物は真砂町もしくは尾上町とまたがって建てられている場合がある。2〜5丁目は飲食店等が多く、割烹「わかな」や天ぷら店「天吉」（いずれも1872年創業）など老舗も店を構える。3丁目にはショッピングセンター「セルテ」（横浜センタービル、1967年開店、所在地は真砂町3丁目）、4丁目には丸井馬車道館があったが、丸井は2000年に閉館し、跡地は高層マンションに建て替えられた。6丁目には、横浜市認定歴史的建造物の一つである横浜指路教会（所在地は尾上町6丁目）が建つ。

## 歴史

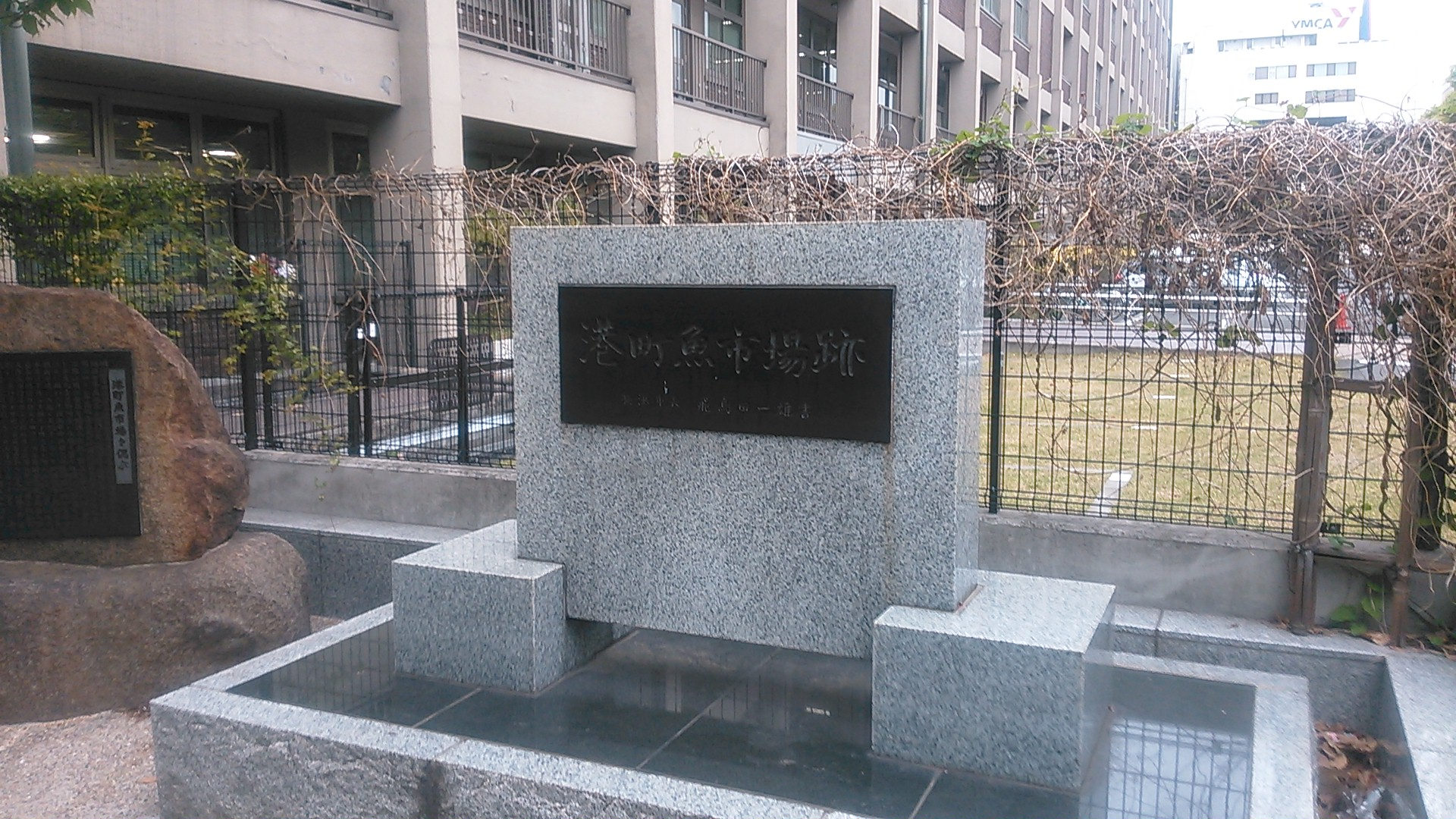
「港町魚市場跡」の碑

元は宗閑嶋と呼ばれる砂州に沿った沼地で、江戸時代に、三河国の太田屋源左衛門により太田屋新田として開墾された。横浜港開港後に街並みが整備され、1871年（明治4年）に開港場であることに因んで港町と名付けられた。1889年（明治22年）4月1日、市制施行に伴い横浜市の一部となる（1927年（昭和2年）10月1日には区制施行に伴い横浜市中区の一部となる）。1871年、当町5丁目に暮らしていた高島嘉右衛門は、33000両の私費を投じ当地と野毛に藍謝堂を設立。1873年、相生町より出火、1557棟を焼失する大火となった。この火災で港町も延焼し、火災後の区画整理で旧小松町の一部を編入するとともに1〜6丁目が設けられた。1874年には1丁目に、高島嘉右衛門により魚市場が開設された。1911年には、魚市場跡にレンガ造り3階建ての横浜市役所が建てられた。この建物は1923年の関東大震災で焼失し、1925年に木造2階建の庁舎として再建したが、1944年に老松町に疎開。1959年に、開港100周年を記念して現在地に市庁舎が新築された。1964年には根岸線が開通し、関内駅が開設された。
2022年（令和4年）、神奈川県は港町1丁目から6丁目を県暴力団排除条例に基づき暴力団排除特別強化地域に指定した。

## 世帯数と人口
2025年（令和7年）6月30日現在（横浜市発表）の世帯数と人口は以下の通りである。秘匿の地域は合算で表記する。
| 町丁      | 世帯数 | 人口 |
| --------- | ------ | ---- |
| 港町1丁目 | 0世帯  | 0人  |
| 港町4丁目 | 0世帯  | 0人  |
| 港町2丁目 | 31世帯 | 42人 |
| 港町3丁目 | 31世帯 | 42人 |
| 港町5丁目 | 31世帯 | 42人 |
| 港町6丁目 | 31世帯 | 42人 |
| 計        | 31世帯 | 42人 |

### 人口の変遷
国勢調査による人口の推移。
| 年                 | 人口 |
| ------------------ | ---- |
| 1995年（平成7年）  | 74   |
| 2000年（平成12年） | 56   |
| 2005年（平成17年） | 66   |
| 2010年（平成22年） | 33   |
| 2015年（平成27年） | 41   |
| 2020年（令和2年）  | 37   |

### 世帯数の変遷
国勢調査による世帯数の推移。
| 年                 | 世帯数 |
| ------------------ | ------ |
| 1995年（平成7年）  | 73     |
| 2000年（平成12年） | 55     |
| 2005年（平成17年） | 66     |
| 2010年（平成22年） | 26     |
| 2015年（平成27年） | 30     |
| 2020年（令和2年）  | 31     |

## 学区
市立小・中学校に通う場合、学区は以下の通りとなる（2024年11月時点）。
| 丁目      | 番地 | 小学校             | 中学校                 |
| --------- | ---- | ------------------ | ---------------------- |
| 港町1丁目 | 全域 | 横浜市立本町小学校 | 横浜市立横浜吉田中学校 |
| 港町2丁目 | 全域 | 横浜市立本町小学校 | 横浜市立横浜吉田中学校 |
| 港町3丁目 | 全域 | 横浜市立本町小学校 | 横浜市立横浜吉田中学校 |
| 港町4丁目 | 全域 | 横浜市立本町小学校 | 横浜市立横浜吉田中学校 |
| 港町5丁目 | 全域 | 横浜市立本町小学校 | 横浜市立横浜吉田中学校 |
| 港町6丁目 | 全域 | 横浜市立本町小学校 | 横浜市立横浜吉田中学校 |

## 事業所
2021年現在の経済センサス調査による事業所数と従業員数は以下の通りである。
| 丁目      | 事業所数 | 従業員数 |
| --------- | -------- | -------- |
| 港町1丁目 | 8事業所  | 107人    |
| 港町2丁目 | 22事業所 | 262人    |
| 港町3丁目 | 11事業所 | 153人    |
| 港町4丁目 | 4事業所  | 59人     |
| 港町5丁目 | 29事業所 | 217人    |
| 港町6丁目 | 7事業所  | 94人     |
| 計        | 81事業所 | 892人    |

### 事業者数の変遷
経済センサスによる事業所数の推移。
| 年                 | 事業者数 |
| ------------------ | -------- |
| 2016年（平成28年） | 92       |
| 2021年（令和3年）  | 81       |

### 従業員数の変遷
経済センサスによる従業員数の推移。
| 年                 | 従業員数 |
| ------------------ | -------- |
| 2016年（平成28年） | 883      |
| 2021年（令和3年）  | 892      |

## その他

### 日本郵便
- 郵便番号：231-0017[3]（集配局：横浜港郵便局[23]）

### 警察
町内の警察の管轄区域は以下の通りである。
| 丁目      | 番・番地等 | 警察署       | 交番・駐在所 |
| --------- | ---------- | ------------ | ------------ |
| 港町1丁目 | 全域       | 加賀町警察署 | 尾上町交番   |
| 港町2丁目 | 全域       | 加賀町警察署 | 尾上町交番   |
| 港町3丁目 | 全域       | 加賀町警察署 | 尾上町交番   |
| 港町4丁目 | 全域       | 加賀町警察署 | 尾上町交番   |
| 港町5丁目 | 全域       | 加賀町警察署 | 尾上町交番   |
| 港町6丁目 | 全域       | 加賀町警察署 | 尾上町交番   |